# Tahual
De Tahual is een stratovulkaan in het departement Jutiapa in Guatemala. De berg is ongeveer 1716 meter hoog.
Op ongeveer vier kilometer ten oosten ligt de caldera Retana en twaalf kilometer naar het zuidoosten de vulkaan Suchitán. Twintig kilometer naar het zuidwesten bevindt zich de vulkaan Flores.